# Hybozelodes clausicella
Hybozelodes clausicella là một loài ruồi trong họ Asilidae. Hybozelodes clausicella được Carrera miêu tả năm 1960. Loài này phân bố ở vùng Tân nhiệt đới.